# Кемптвилл
Кемптвилл (англ. Kemptville) — посёлок (община) в составе муниципалитета Норт-Гренвилл (Объединённые графства Лидс и Гренвилл, Онтарио, Канада), примерно в 64 км к югу от Оттавы. Носил статус города с 1963 года, объединён с населёнными пунктами Оксфорд-он-Ридо и Саут-Гауэр в новый город Норт-Гренвилл в 1998 году. По данным переписи населения 2021 года, население Кемптвилла составляло примерно 4050 человек и было в среднем значительно более возрастным, чем в целом по провинции Онтарио.

## География

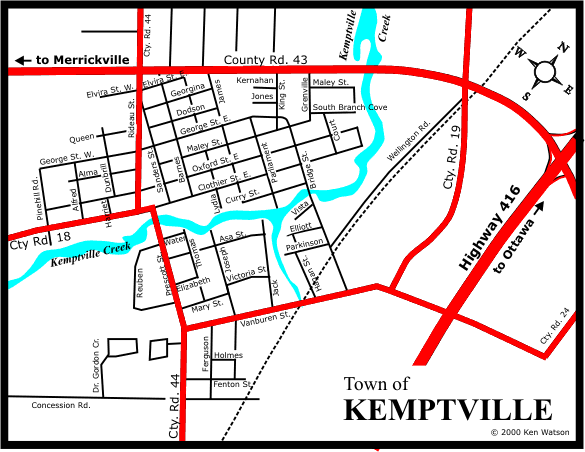
Карта Кемптвилла

Кемптвилл расположен в провинции Онтарио на речке Кемптвилл-Крик — ответвлении реки Ридо, в 64 км южнее Оттавы — столицы Канады. Административно он является частью образованного в 1998 году муниципалитета Норт-Гренвилл. Площадь в 2021 году 3,73 км². Через Кемптвилл проходит шоссе 416, идущее из Оттавы на юг к границе с США; как до центра Оттавы, так и до американской границы из Кемптвилла можно добраться автомобилем за 30 минут. В радиусе 30 минут от города располагаются международный аэропорт, речной порт, шоссе 401, соединяющее Торонто и Монреаль, и основной маршрут Канадской тихоокеанской железной дороги.
Исторический центр Кемптвилла вокруг улиц Прескотт-стрит и Клотье-стрит, прошедший реставрацию, представляет собой интерес для туристов. В этом районе сконцентрированы многочисленные магазины (в том числе антикварные и сувенирные), рестораны и центры развлечений.

## История
Поселение, впоследствии получившее название Кемптвилл, первоначально именовалось Клотьес-Миллз (англ. Clothier's Mills) в честь своего основателя Лаймана Клотье. Клотье приобрёл 100 акров земли на южном рукаве реки Ридо в 1812—1814 годах и поставил на ней лесопилку. Из-за своего местоположения поселение некоторое время также носило название Бранч (англ. The Branch — рукав реки). Название Кемптвилл ему было присвоено в 1828 году в честь сэра Джеймса Кемпта — британского военачальника и генерал-губернатора Британской Северной Америки, посетившего эти места в том же году с целью ревизии канала Ридо.
В 1819 году один из четырёх сыновей Лаймана Клотье основал в Клотьес-Миллз первую гостиницу, а два года спустя сам Лайман добавил к своим предприятиям мукомольное. В 1830-е годы, с завершением строительства канала Ридо, Кемптвилл стали еженедельно посещать суда, крейсирующие между Байтауном и Монреалем. Развитие поселения ускорилось, когда рядом с ним прошла Байтаунско-Прескоттская железная дорога, и со временем оно стало известно как центр производства печей и кожи. В дальнейшем в Кемптвилле получило распространение производство сельскохозяйственного оборудования и был открыт Кемптвиллский колледж сельскохозяйственных технологий (в настоящее время филиал Сельскохозяйственного колледжа Онтарио).
В 1963 году Кемптвилл получил статус города. В 1998 году было осуществлено слияние Кемптвилла и городков Оксфорд-он-Ридо и Саут-Гауэр с образованием нового города Норт-Гренвилл.

## Население
Кемптвилл является крупнейшей общиной в составе Норт-Гренвилла. Согласно переписи населения 2021 года, в Кемптвилле проживал 4051 человек — рост на 3,6 % по сравнению с переписью 2016 года. Дети и подростки в возрасте до 14 лет включительно составляли 13 % населения, люди пенсионного возраста (65 лет и старше) — 29 % (что намного выше, чем в среднем по провинции Онтарио — 18,5 %), в том числе 4,4 % старше 85 лет. Средний возраст населения Кемптвилла в 2016 году составлял 45,5 года, медианный — 50 лет (в среднем по Онтарио — 41,8 и 41,6 года).
Среднее количество людей в домохозяйстве в 2021 году составляло 2,2, подавляющее большинство (около 3/4) домохозяйств состояло из 1—2 человек. В 2021 году в зарегистрированном или незарегистрированном браке состояли 56 % жителей Кемптвилла в возрасте старше 15 лет. Чуть менее чем в 50 % семей (включая семьи с родителем-одиночкой) были дети, проживавшие вместе с родителями; в среднем в таких семьях было по 1,7 ребёнка. В городе насчитывалось чуть более 200 родителей-одиночек, как правило, женщин.
Более 90 % городан были уроженцами Канады, большинство жителей-иммигрантов прибыли в страну до 1980 года. Самые крупные диаспоры составляли выходцы из Великобритании и Индии. Для примерно 90 % жителей Кемптвилла родным языком является английский, ещё 5,4 % в 2021 году назвали родным языком французский; для нескольких десятков жителей города родными были немецкий и нидерландский языки.
Среди уроженцев Кемптвилла был Говард Фергюсон (англ. Howard Ferguson), с 1923 по 1930 год занимавший пост премьер-министра Онтарио.